# اوپن‌پم
اوپن‌پم (به انگلیسی: OpenPAM) یک پیاده‌سازی از پم است که در سیستم‌عامل‌های فری‌بی‌اس‌دی، نت‌بی‌اس‌دی، دراگون‌فلی بی‌اس‌دی، مک اواس ده استفاده می‌شود و برخی از توزیع‌های لینوکس هم آن را نسبت به لینوکس پم ترجیح داده و از اوپن‌پم استفاده می‌کنند.